# Seleção Malinesa de Voleibol Masculino
A seleção malinesa de voleibol masculino é uma equipe do continente africano, composta pelos melhores jogadores de voleibol de Mali. É mantida pela Federação Malinesa de Voleibol (FMVB). Encontra-se na 211ª posição do ranking mundial da FIVB segundo dados de setembro de 2021.